# چشم، چشم بد، جعفری و رازیانه
چشم، چشم بد، جعفری و رازیانه (ایتالیایی: Occhio, malocchio, prezzemolo e finocchio) یک فیلم کمدی ایتالیایی به کارگردانی سرجو مارتینو است که در سال ۱۹۸۳ منتشر شد.

## بازیگران

### قسمت: گیسوی رسوایی
- لینو بانفی
- میلنا ووکوتیک
- جانت آگرن
- ماریو اسکاچا
- داگمار لاساندار
- الیزا کادیجا بووه

### قسمت: جادوگر
- جانی دورلی
- آدریانا روسو
- پائولا بوربونی
- ماریو برگا
- رنتسو مونتانیانی
- اوگو بولونیا
- آنا کاناکیس